# HMS Essington (K353)
HMS Essington (K353) là một tàu frigate lớp Captain của Hải quân Hoàng gia Anh hoạt động trong Chiến tranh Thế giới thứ hai. Nó nguyên được Hoa Kỳ chế tạo như chiếc DE-67 (chưa đặt tên), một tàu hộ tống khu trục lớp Buckley, và chuyển giao cho Anh Quốc theo Chương trình Cho thuê-Cho mượn (Lend-Lease). Là chiếc tàu chiến thứ hai của Hải quân Anh được đặt cái tên này, tên nó được đặt theo Phó đô đốc Sir William Essington (1753-1816), hạm trưởng chiếc HMS Triumph (1764) và đã từng tham gia các cuộc Chiến tranh Cách mạng Pháp và Chiến tranh Napoleon. Nó đã phục vụ cho đến khi chiến tranh kết thúc tại Châu Âu, hoàn trả cho Hoa Kỳ năm 1945, và cuối cùng bị bán để tháo dỡ vào năm 1945.

## Thiết kế và chế tạo
Buckley là một trong số sáu lớp tàu hộ tống khu trục được Hải quân Hoa Kỳ chế tạo nhằm đáp ứng nhu cầu hộ tống vận tải trong Thế Chiến II, sau khi Hoa Kỳ chính thức tham chiến vào cuối năm 1941. Chúng hầu như tương tự nhau, chỉ với những khác biệt về hệ thống động lực và vũ khí trang bị. Động cơ của phân lớp Backley bao gồm hai turbine hơi nước General Electric để dẫn động hai máy phát điện vận hành hai trục chân vịt, và dàn vũ khí chính bao gồm 3 khẩu pháo pháo 3 in (76 mm)/50 cal.
Những chiếc phân lớp Buckley (TE) có chiều dài ở mực nước 300 ft (91 m) và chiều dài chung 306 ft (93 m); mạn tàu rộng 37 ft 1 in (11,30 m) và độ sâu mớn nước khi đầy tải là 11 ft 3 in (3,43 m). Chúng có trọng lượng choán nước tiêu chuẩn 1.430 tấn Anh (1.450 t); và lên đến 1.823 tấn Anh (1.852 t) khi đầy tải. Hệ thống động lực bao gồm hai nồi hơi và hai turbine hơi nước General Electric công suất 13.500 mã lực (10.100 kW), dẫn động hai máy phát điện công suất 9.200 kilôwatt (12.300 hp) để vận hành hai trục chân vịt;  công suất 12.000 hp (8.900 kW) cho phép đạt được tốc độ tối đa 23 kn (26 mph; 43 km/h). Con tàu mang theo 359 tấn Anh (365 t) dầu đốt, cho phép di chuyển đến 6.000 nmi (6.900 mi; 11.000 km) ở vận tốc đường trường 12 kn (14 mph; 22 km/h).
Vũ khí trang bị bao gồm pháo 3 in (76 mm)/50 cal trên ba tháp pháo nòng đơn đa dụng (có thể đối hạm hoặc phòng không), gồm hai khẩu phía mũi và một khẩu phía đuôi. Vũ khí phòng không tầm gần bao gồm hai pháo Bofors 40 mm và tám pháo phòng không Oerlikon 20 mm. Con tàu có ba ống phóng ngư lôi Mark 15 21 inch (533 mm). Vũ khí chống ngầm bao gồm một dàn súng cối chống tàu ngầm Hedgehog Mk. 10 (có 24 nòng và mang theo 144 quả đạn); hai đường ray Mk. 9 và bốn máy phóng K3 Mk. 6 để thả mìn sâu. Thủy thủ đoàn đầy đủ bao gồm 200 sĩ quan và thủy thủ.
Essington được đặt lườn như là chiếc DE-67 (chưa đặt tên) tại xưởng tàu của hãng Bethlehem-Hingham Steel Shipyard ở Hingham, Massachusetts vào ngày 15 tháng 3, 1943 và được hạ thủy vào ngày 19 tháng 6, 1943. Con tàu được chuyển giao cho Anh Quốc và nhập biên chế cùng Hải quân Anh như là chiếc HMS Essington (K353) vào ngày 7 tháng 9, 1943 dưới quyền chỉ huy của Hạm trưởng, Thiếu tá Hải quân Wilfred Lambert.

## Lịch sử hoạt động
Sau khi hoàn tất chạy nghiệm thu tại khu vực Casco Bay, Maine, Essington đi đến vùng biển Bermuda vào tháng 10, 1943 để chạy thử máy và huấn luyện thủy thủ đoàn trước khi đi đến St. John's, Newfoundland vào đầu tháng 11. Tại đây nó gia nhập một đoàn tàu vận tải, và khởi hành từ St. John's vào ngày 8 tháng 11 cho hành trình vượt Đại Tây Dương hướng sang Anh Quốc. Trên đường đi nó được lệnh tách ra để hộ tống cho Đoàn tàu MKS 30/SL 139, lúc này đang bị tàu ngầm U-boat Đức tấn công theo chiến thuật bầy sói; con tàu tham gia chiến đấu vào ngày 21 tháng 11.
Tách khỏi đoàn tàu vận tải, Essington đi đến Belfast, Bắc Ireland nơi nó vào một xưởng tàu trong tháng 12 để được cải biến cho phù hợp với hoạt động của Hải quân Anh. Khi công việc hoàn tất vào ngày 25 tháng 12, con tàu được phân về Đội hộ tống 3 cùng với các tàu frigate chị em Blackwood (K313), Cooke (K471), Domett (K473) và Duckworth (K351), và đặt căn cứ tại Belfast.
Essington cùng Đội hộ tống 3 khởi hành vào đầu tháng 1, 1944 để hướng sang Scapa Flow thuộc quần đảo Orkney thực hiện một nhiệm vụ đặc biệt. Nó rời Scapa Flow vào ngày 5 tháng 1 trong thành phần hộ tống cho một lực lượng hải quân được phái sang tăng cường cho Hạm đội Đông Anh Quốc tại Colombo, Ceylon, bao gồm các thiết giáp hạm Valiant (1914) và Queen Elizabeth (1913), tàu chiến tuần dương Renown (1916) và các tàu sân bay Illustrious (87) và Unicorn (I72). Lực lượng đi đến Gibraltar vào ngày 7 tháng 1, băng qua suốt chiều dài Địa Trung Hải và đi đến kênh đào Suez vào ngày 12 tháng 1; tại đây Đội hộ tống 3 được cho tách khỏi thành phần hộ tống. 
Vào ngày 14 tháng 1, Essington cùng Đội hộ tống 3 lên đường cho hành trình quay trở về vùng biển nhà, đồng thời hộ tống cho thiết giáp hạm Ramillies (07), vốn được rút khỏi Hạm đội Đông để chuẩn bị tham gia hỗ trợ cho lực lượng hải quân Đồng Minh trong cuộc đổ bộ Normandy dự định vào tháng 6. Các con tàu băng ngược lại Địa Trung Hải, ghé qua Gibraltar vào ngày 20 tháng 1 trước khi tiếp tục hành trình. Trên đường đi vào ngày 26 tháng 1, Essington tấn công vào một mục tiêu nghi ngờ là tàu ngầm tại Khu vực Tiếp cận phía Tây nhưng không đêm lại kết quả.
Đến tháng 2, Đội hộ tống 3 quay trở lại Belfast tiếp nối hoạt động hộ tống vận tải tại vùng biển Bắc Đại Tây Dương. Vào ngày 21 tháng 2, Essington cùng đội được phái thực hiện một chuyến tuần tra chống tàu ngầm tại Khu vực Tiếp cận Tây Bắc, và quay trở về Belfast vào ngày 26 tháng 2; nó tiếp tục có một lượt tuần tra tương tự từ ngày 9 tháng 3 đến ngày 5 tháng 4, trước khi bước vào một đợt đại tu. Khi công việc trong xưởng tàu hoàn tất trong tháng 4, nó lại được phái đi tuần tra chống tàu ngầm tại Khu vực Tiếp cận Tây Bắc và vùng eo biển Manche cho đến tháng 5, rồi ghé qua căn cứ tại Devonport để được tiếp liệu trước khi quay trở về Belfast vào ngày 15 tháng 5.
Sang tháng 6, Đội hộ tống 3 làm nhiệm vụ bảo vệ các bãi đổ bộ của lực lượng Đồng Minh tại Normandy chống lại sự tấn công của tàu ngầm đối phương. Essington cùng đội được phái đến khu vực eo biển Manche vào ngày 7 tháng 6, một ngày sau ngày D. Vào ngày 29 tháng 6, sau đợt tấn công ban đầu của một máy bay tuần tra B-24 Liberator, nó tham gia cùng Duckworth, Domett và Cooke để tiếp tục tấn công bằng mìn sâu một mục tiêu trong eo biển Manche về phía Tây đảo Guernsey, tại tọa độ 49°37′B 03°41′T / 49,617°B 3,683°T. Thoạt tiên người ta cho rằng đã đánh chìm được tàu ngầm U-boat U-988; tuy nhiên tài liệu thu được sau chiến tranh cho thấy U-988 đã bị đánh chìm trước đó trong eo biển Manche vào ngày 24 tháng 6. Essington cùng Đội hộ tống 3 quay trở về Belfast vào ngày 6 tháng 7.
Vào ngày 11 tháng 7, một lần nữa Đội hộ tống 3 lại được phái sang khu vực Normandy để bảo vệ các bãi đổ bộ cũng như tuần tra trong eo biển Manche. Thoạt tiên đặt căn cứ tại Plymouth, đội chuyển đến căn cứ Devonport trong tháng 8. Đến ngày 14 tháng 8, một cuộc tấn công phối hợp giữa một máy bay B-24 Liberator, Essington và Duckworth đã đánh chìm được tàu ngầm U-boat U-618 trong vịnh Biscay về phía Tây Saint Nazaire, ở tọa độ 47°22′B 04°39′T / 47,367°B 4,65°T; toàn bộ 61 thành viên thủy thủ đoàn của U-618 đều tử trận. Đội hộ tống 3 quay trở về Belfast vào ngày 22 tháng 8.
Cùng với Đội hộ tống 3, Essington được bố trí tuần tra chống tàu ngầm tại Khu vực tiếp cận phía Tây từ ngày 1 đến ngày 21 tháng 9 trước khi quay trở lại Belfast. Sang tháng 10, Đội hộ tống 3 được điều sang hoạt động tạm thời cùng Hạm đội Nhà để bảo vệ các Đoàn tàu vận tài Bắc Cực hướng sang Liên Xô; vì vậy con tàu di chuyển từ Belfast đến Loch Ewe, Scotland vào ngày 18 tháng 10 cho nhiệm vụ này, và từ ngày 19 đến ngày 27 tháng 10  đã bảo vệ cho các đoàn tàu JW 61 và JW 61A băng qua Bắc Đại Tây Dương và biển Barents, đi đến Polyarnye, Murmansk vào ngày 28 tháng 10. Đến ngày 30 tháng 10, trước khi Đoàn tàu RA 61 xuất phát khỏi bán đảo Kola, nó rời Polyarnye để tấn công tàu ngầm U-boat Đức đang tập trung tìm cánh ngăn chặn đoàn tàu, rồi sang đầu tháng 11 đã cùng Đội hộ tống 3 bảo vệ cho Đoàn tàu RA 61 trước khi quay trở lại Murmansk vào ngày 3 tháng 11. Đội hộ tống 3 rời Murmansk vào ngày 9 tháng 11, và quay trở lại Belfast vào ngày 16 tháng 11.
Sang tháng 12, Essington được bố trí cùng Đội hộ tống 3 trong nhiệm vụ tuần tra chống tàu ngầm tại vùng biển Ireland, tuy nhiên nó gặp sự cố hỏa hoạn bảng điều khiển điện nên phải quay trở về Belfast để sửa chữa. Nó quay trở lại hoạt động tại khu vực biển Ireland vào tháng 1, 1945, tham gia hoạt động ngăn chặn kiểu tàu ngầm U-boat mới trang bị ống hơi tại khu vực eo biển St. George's. Sau một giai đoạn bảo trì tại Belfast, nó tiếp tục nhiệm vụ tuần tra chống tàu ngầm tại Khu vực tiếp cận Tây Nam và eo biển Manche cho đến tháng 5, khi chiến tranh chấm dứt tại châu Âu.
Trong tháng 5, Hải quân Anh dự định phái Essington sang phục vụ cùng Hạm đội Thái Bình Dương Anh Quốc, nên con tàu đi vào xưởng tàu vào tháng 6 để được tái trang bị, đặc biệt là bổ sung thiết bị thông tin liên lạc. Tuy nhiên do Nhật Bản đã chấp nhận đầu hàng vào ngày 15 tháng 8 giúp kết thúc cuộc xung đột, kế hoạch tái trang bị và bố trí bị hủy bỏ và con tàu quay trở lại Belfast.
Essington khởi hành quay trở về Hoa Kỳ vào tháng 10, và cùng với tàu chị em HMS Calder (K349) được hoàn trả cho Hoa Kỳ vào ngày 19 tháng 10, 1945, nhằm giảm bớt chi phí mà Anh phải trả cho Hoa Kỳ trong Chương trình Cho thuê-Cho mượn (Lend-Lease). Do không có nhu cầu về tàu chiến khi chiến tranh đã chấm dứt, Hải quân Hoa Kỳ cho rút tên Essington khỏi danh sách Đăng bạ Hải quân Hoa Kỳ vào ngày 5 tháng 12, 1945, và con tàu bị bán để tháo dỡ vào ngày 22 tháng 12, 1945.